# Mazus divaricatus
Mazus divaricatus är en tvåhjärtbladig växtart som beskrevs av Bonati. Mazus divaricatus ingår i släktet Mazus och familjen Mazaceae. Inga underarter finns listade i Catalogue of Life.